# Marie Marchand-Arvier
Marie Marchand-Arvier (Laxou, Meurthe-et-Moselle, 8 april 1985) is een Franse voormalige alpineskiester.

## Skicarrière
Marchand-Arvier maakte haar wereldbekerdebuut in het seizoen 2003-2004. Ze vertegenwoordigde Frankrijk op de Olympische Winterspelen 2006 in Turijn, Italië. Ze behaalde daar een vijftiende plaats op de afdaling, een achttiende plaats op de combinatie en een vijfentwintigste op de Super G. In het seizoen 2006-2007 eindigde ze twee keer op het podium in de wereldbeker. In Cortina d'Ampezzo en in Lenzerheide, beide keren op de afdaling. Voor eigen publiek in Val d'Isère won ze de zilveren medaille op de Super G tijdens de Wereldkampioenschappen alpineskiën 2009, Marchand-Arvier hoefde alleen de Amerikaanse Lindsey Vonn voor te laten gaan.

## Resultaten

### Titels
- Frans kampioene supercombinatie - 2008
- Frans kampioene super G - 2008, 2010

### Wereldkampioenschappen
| Jaar | Plaats            | Resultaten                                   |
| ---- | ----------------- | -------------------------------------------- |
| 2007 | Åre               | 11e Afdaling 18e Super G DNF Supercombinatie |
| 2009 | Val d'Isère       | Super G · 5e Supercombinatie · 6e Afdaling   |
| 2011 | Garmisch-P.       | 15e Supercombinatie 20e Super G 22e Afdaling |
| 2013 | Schladming        | 14e Super G 14e Afdaling                     |
| 2015 | Vail/Beaver Creek | 14e Super G DNF1 Afdaling                    |

### Olympische Spelen
| Jaar | Plaats    | Resultaten                                    |
| ---- | --------- | --------------------------------------------- |
| 2006 | Turijn    | 15e Afdaling 18e Super Combinatie 25e Super G |
| 2010 | Vancouver | 7e Afdaling 10e Supercombinatie DNF Super G   |
| 2014 | Sotsji    | DNF1 Afdaling DNF1 Super G                    |

### Wereldbeker

#### Eindklasseringen
| Seizoen   | Algm | AD  | RS  | SG  | SC  |
| --------- | ---- | --- | --- | --- | --- |
| 2004/2005 | 96e  | 45e | -   | -   | -   |
| 2005/2006 | 80e  | 52e | -   | 38e | 29e |
| 2006/2007 | 27e  | 9e  | -   | 35e | 17e |
| 2007/2008 | 36e  | 17e | -   | 31e | 28e |
| 2008/2009 | 16e  | 11e | 55e | 12e | 8e  |
| 2009/2010 | 23e  | 19e | -   | 10e | 11e |
| 2010/2011 | 31e  | 18e | -   | 18e | 32e |
| 2011/2012 | 29e  | 8e  | -   | 25e | 35e |
| 2012/2013 | 28e  | 14e | -   | 24e | 21e |
| 2013/2014 | 60e  | 29e | -   | 26e | -   |
| 2014/2015 | 58e  | 29e | -   | 25e | -   |